# Мглинское городское поселение
Мглинское городско́е поселе́ние — муниципальное образование в Мглинском районе Брянской области Российской Федерации.
Административный центр — город Мглин.

## История
Статус и границы городского поселения установлены Законом Брянской области от 9 марта 2005 года № 3-З «О наделении муниципальных образований статусом городского округа, муниципального района, городского поселения, сельского поселения и установлении границ муниципальных образований в Брянской области».

## Население
| 2009  | 2010  | 2011  | 2012  | 2013  | 2014  | 2015  | 2016  | 2017  |
| ----- | ----- | ----- | ----- | ----- | ----- | ----- | ----- | ----- |
| 8219  | ↘7916 | ↘7887 | ↘7866 | ↘7785 | ↗7877 | ↗8052 | ↗8161 | ↘7884 |
| 2018  | 2019  | 2020  | 2021  |       |       |       |       |       |
| ↘7578 | ↘7258 | ↘7145 | ↘6919 |       |       |       |       |       |

## Состав городского поселения
| № | Населённый пункт | Тип населённого пункта        | Население |
| - | ---------------- | ----------------------------- | --------- |
| 1 | Мглин            | город, административный центр | ↘6919     |